# Скайлэб-4
Скайлэб-4 (также SL-4 и SLM-4) — третий пилотируемый полёт на первую американскую космическую станцию «Скайлэб». Также имя Скайлэб-4 относят к космическому кораблю серии «Аполлон», совершившему этот полёт.
Экспедиция поставила абсолютный рекорд продолжительности пребывания человека в космосе — 84 дня, который был побит первой основной экспедицией на советскую станцию «Салют-6», отправившейся на орбиту на корабле «Союз-26» в 1977 году, а вернувшейся в марте 1978 года — 96 дней. Карр, Гибсон и Поуг стали первыми астронавтами, которые встретили Новый год в космосе, т. к. стартовали 16 ноября 1973 года, а вернулись на Землю уже в следующем году — 8 февраля 1974 года.
Программа работы была очень напряжённой, и экипаж, состоящий из новичков, жаловался на слишком плотный график. Наземные службы отказывались перепланировать работы, и в конце концов команда объявила незапланированный выходной и отключила радио. Этот случай является первой и пока единственной зафиксированной забастовкой в космосе, названной «Мятеж на Скайлэб». Однако к концу полёта запланированная программа была выполнена.

## Экипаж
В экипаж Скайлэб-4 входило три человека, для каждого из них полет был первым:
- Джеральд Карр — командир
- Уильям Поуг — пилот
- Эдвард Гибсон — научный сотрудник

Дублёрами экипажа были
- Вэнс Бранд
- Уильям Ленуар
- Дон Линд

## Научные результаты
Наблюдения на «Skylab» дали довольно много открытий: были обнаружены корональные дыры — участки короны с пониженным свечением в рентгеновском диапазоне, характеризуемые открытой геометрией магнитных силовых линий, разомкнутых в межпланетное пространство; были открыты рентгеновские яркие точки, соответствующие мельчайшим (так называемым эфемерным) активным областям; были выявлены корональные транзиенты — гигантские выбросы массы из короны и многое другое.— 